# Mistrzostwa Polski w Badmintonie 1975
12. Mistrzostwa Polski w badmintonie odbyły się w dniach 29-30 listopada 1975 roku w Wołominie.

## Klasyfikacja medalowa
| Konkurencja:            | Złoto:                                                                   | Srebro:                                                                   | Brąz: |
| gra pojedyncza kobiet   | Irena Karolczak (Stal FSO Warszawa)                                      | Helena Radaczyńska (Gwardzista Wrocław)                                   | Maria Domańska (Cracovia) Ewa Krawczyk (Olimpia Wrocław)                                                                                         |
| gra pojedyncza mężczyzn | Zygmunt Skrzypczyński (Olimpia Wrocław)                                  | Wiesław Świątczak (Rakieta Łódź)                                          | Ryszard Borek (Unia Głubczyce) Andrzej Domagała (Gwardzista Wrocław)                                                                             |
| gra podwójna kobiet     | Irena Karolczak (Stal FSO Warszawa) Hana Snochowska (Stal FSO Warszawa)  | Maria Domańska (Cracovia) Maria Muszak (Cracovia)                         | Elżbieta Trojanowska (Unia Bieruń Stary) Elżbieta Utecht (Unia Głubczyce) Małgorzata Szymańska (Mors Gdynia) Anna Zyśk (Mors Gdynia)             |
| gra podwójna mężczyzn   | Andrzej Domagała (Gwardzista Wrocław) Wiesław Świątczak (Rakieta Łódź)   | Ryszard Borek (Unia Głubczyce) Stanisław Rosko (Unia Głubczyce)           | Zygmunt Skrzypczyński (Olimpia Wrocław) Ryszard Werbliński (Olimpia Wrocław) Ryszard Rernardyn (Olimpia Wrocław) Leonard Łącki (Olimpia Wrocław) |
| gra mieszana            | Lesław Markowicz (Stal FSO Warszawa) Irena Karolczak (Stal FSO Warszawa) | Leszek Nowakowski (Stal FSO Warszawa) Hana Snochowska (Stal FSO Warszawa) | Karol Hawel (Unia Głubczyce) Elżbieta Utecht (Unia Głubczyce) Ryszard Bernardyn (Olimpia Wrocław) Ewa Krawczyk (Olimpia Wrocław)                 |